# قهرمان گمشده
قهرمان گمشده (به انگلیسی: The Lost Hero) جلد اول مجموعه قهرمانان المپ اثر ریک ریوردن است و در ۱۲ اکتبر ۲۰۱۰ توسط انتشارت دیزنی منتشر شده است.

## داستان
داستان در مورد سه دورگه جیسون گریس پسر ژوپیتر،لئو والدز پسر هفائستوس ،پایپر مک لین دختر آفرودیت است که به دنبال نجات هرا از زندان هستند،و این دقیقاً زمانی است که "پرسی جکسون" دورگه نام آشنا مفقود شده است. این کتاب توسط وب سایت افسانه ها به فارسی ترجمه شده.